# Tanaïs (ancienne cité)
Pour les articles homonymes, voir Tanaïs.
IIIe siècle av. J.-C. – Ve siècle

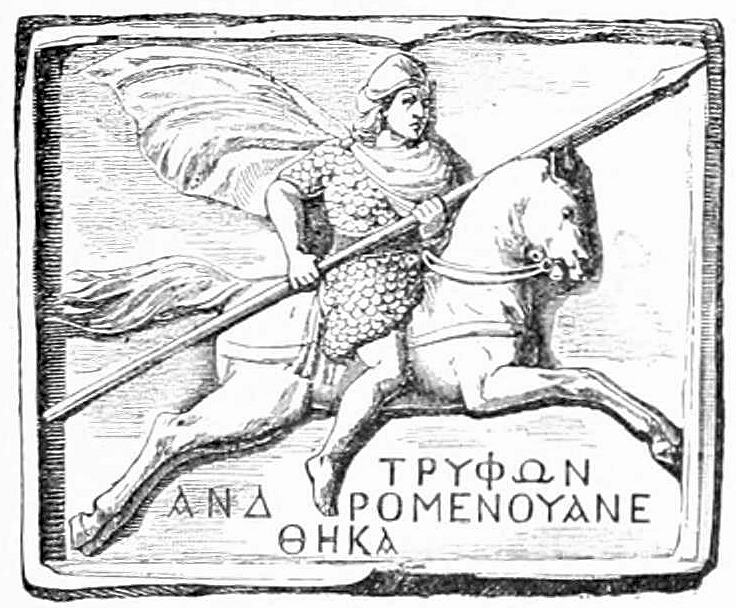
Soulagement du Tanaïs.

Tanaïs ( grec moderne : Τάναϊς Tánaïs ; russe : Танаис) était une ancienne ville grecque située dans le delta du fleuve Don, surnommée les marais méotiens dans l'Antiquité classique. C'était un évêché sous le nom de Tana, et reste un siège titulaire catholique latin sous le nom de Tanaïs.

## Emplacement
Le delta atteint la partie la plus au nord-est de la mer d'Azov, que les Grecs de l'Antiquité appelaient lac Maeotis. Le site de l'antique Tanaïs se situe à environ 30 km à l'ouest de l'actuelle Rostov-sur-le-Don. Le site central de la ville se trouve sur un plateau avec un dénivelé allant jusqu'à 20 m au sud. Il est bordé à l'est par une vallée naturelle et à l'ouest par un fossé artificiel.

## Histoire

La rivière Tanais (Don), la colonie grecque du même nom et d'autres colonies grecques le long de la côte nord de la mer Noire.

Le site de Tanaïs était occupé bien avant que les Milésiens n'y fondent un comptoir. Une nécropole de plus de 300 kourganes funéraires, près de la ville antique, montre que le site était déjà occupé depuis l'âge du bronze et que les sépultures de kourganes se sont poursuivies tout au long de l'ère grecque et romaine.
Les commerçants grecs semblent avoir rencontré des nomades dans la région dès le VIIe siècle av. J.-C. sans établissement formel et permanent. Les colonies grecques avaient deux types d'origines, les apoikiai des citoyens de la cité-état mère et les emporion, qui étaient strictement des comptoirs commerciaux.
Fondée à la fin du IIIe siècle av. J.-C. par des aventuriers marchands de Milet, Tanaïs s'est rapidement développée pour devenir un grand comptoir situé à l'extrême nord-est de la sphère culturelle hellénique. C'était un poste naturel, d'abord pour le commerce des steppes s'étendant vers l'est dans une mer d'herbes ininterrompue jusqu'à l'Altaï, la Terre sacrée scythe, ensuite pour le commerce de la mer Noire, entourée de ports et d'entrepôts dominés par les Grecs, et troisièmement. pour le commerce du nord impénétrable, avec des fourrures et des esclaves ramenés du Don. Strabon mentionne Tanaïs dans sa Géographie (11.2.2).
La ville, gouvernée par un archonte, se trouvait à la limite orientale du territoire des rois du Bosphore. Un changement majeur dans l'accent social est représenté dans le site archéologique lorsque la porte des propylées qui reliait la section portuaire à l'agora a été supprimée et que le centre ouvert de la vie publique a été occupé par une demeure somptueuse à l'époque romaine pour les rois du Bosphore. Pour la première fois, il y avait des rois clients à Tanaïs : Sauromates (175-211 après J.-C.) et son fils Rescuporides (vers 220 après J.-C.), qui laissèrent tous deux des inscriptions publiques.

En 330 après J.C., Tanaïs fut dévasté par les Goths, mais le site fut occupé de manière continue jusqu'à la seconde moitié du Ve siècle apr. J.-C. Avec le temps, le canal s'envase, probablement à cause de la déforestation, et le centre de la vie active se déplace probablement vers la petite ville d'Azov, à mi-chemin de Rostov.

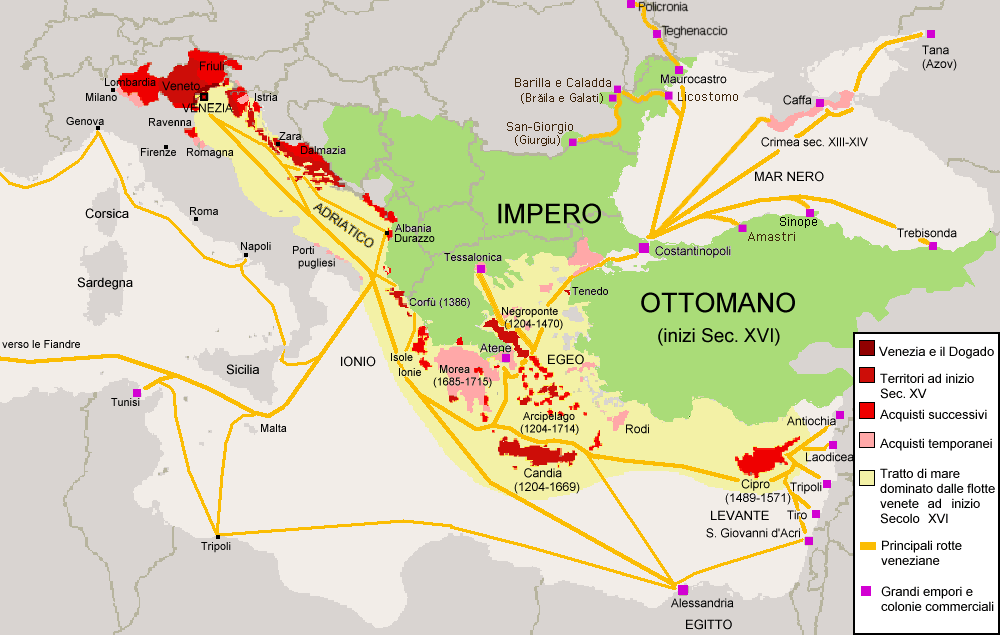
XIVe siècle, ville médiévale de Tana, colonie de Venise dans le delta du fleuve Don

La ville fut refondée vers le XIVe siècle par les Vénitiens. Plus tard, elle fut acquise par la République maritime de Gênes, qui l'administra entre 1332 et 1471 sous le nom de Tana nel Mare Maggiore, étant un lieu important pour le commerce avec la Horde d'Or, comme toutes leurs colonies de la mer Noire contrôlées par le consul génois à Kaffa.
En 1392, elle fut conquise par Timur, par les Turcs ottomans en 1471, par les Russes en 1696, de nouveau par les Turcs en 1711 et par l'Empire russe en 1771.

## Archéologie
En 1823, IA Stempkovsky fit pour la première fois un lien entre les vestiges archéologiques visibles, pour la plupart d'époque romaine, et les « Tanaïs » mentionnés dans les sources grecques antiques.
Des fouilles modernes systématiques ont commencé en 1955. Une équipe conjointe russo-allemande a récemment fouillé le site de Tanaïs, dans le but de révéler le cœur de la ville, l'agora, de définir l'étendue de l'influence hellénistique sur l'urbanisme de la ville grecque du Bosphore, ainsi que d'étudier réponses défensives aux cultures nomades environnantes.
Dans le livre Jakten på Odin, l'auteur Thor Heyerdahl a avancé une idée très controversée postulant des liens entre le Tanaïs et l'ancienne Scandinavie. En préparation de l'ouvrage, il a mené quelques recherches archéologiques sur le site. L'idée de Heyerdal était basée sur les vieilles sagas nordiques de Snorri Sturlason (1178-1241).
Les tablettes de Tanais sont les découvertes historiques les plus importantes de la région.

### La génétique
9 marqueurs du chromosome Y ont été obtenus à partir d’un squelette. Le résultat était 389I=13, 389II=30, 458=15, 385=11, 393=13, 391=11, 635=23, 437=14, 448=19. Ce résultat est caractéristique de l'haplogroupe R1a.